# Мармара (остров)
Мармара (на турски: Marmara) е най-големият турски остров, разположен в западната част на Мраморно море. Отстои на 9 km северозападно от полуостров Капъдагъ на Мала Азия и на 20 km югоизточно от бреговете на Балканския полуостров. Дължина от запад на изток 18 km, ширина от север на юг 9,5 km, площ 130 km². Бреговете му са стръмни, изпъстрени с малки скалисти заливчета. Релефът е хълмист и нископланински с максимална височина връх Капъ (699 m). Най-голямо селище е град Мармара, на югозападния му бряг. Основен поминък на населението са отглеждането на маслини и производство на зехтин, лозарство, риболов и туризъм. На острова има големи находища на бял мрамор, дал имената на острова и на Мраморно море.

## Етимология
В древни времена островът се нарича Пройконисос (на старогръцки: Προικόνησος). или Проконесос (на старогръцки: Προκόννησος). Съвременното „Мармара“ произлиза от гръцкото мармарон на гръцки: μάρμαρον и от на гръцки: μάρμαρος (ма̀рмарос), „кристална скала“, „блестящ камък“, вероятно от глагола мармаиро (на гръцки: μαρμαίρω), „проблясвам, блестя“, защото е известен с добива на бял мрамор. С името Proconnesus е нефункциониращо епископско седалище на Римската католическа църква (вакантно от 1963 г.), и на Вселенската патриаршия.
Мрамор от Проконесос е използван в Света София, Синята джамия в Истанбул, храма на Артемида в Ефес, двореца на сатрапа в Халикарнас, в саркофага от Дженцано ди Рома, днес в Британския музей. Използван е и в базиликата на Максенций и арката на Септимий Север на Римския форум. Мраморът от Проконесос е играл значителна роля в задоволяване на нуждите от мрамор на Римската империя и все още е на първо място в износа от острова.